# 高木啓江
高木 啓江（たかぎ ひろえ）は、日本の映像作家、アニメーター。
主に、NHKの音楽番組「みんなのうた」などのアニメーションを制作している。「たかぎひろえ」名義でも活動する。

## 作成作品一覧

### みんなのうた
- ◆は、5分間1曲枠の楽曲（ロングのうた）。
- 1.こっちを向いて / 石野真子（2007年2月・3月放送）◆
- 2.翼が今 / 笹本玲奈（2009年2月・3月放送）
- 3.二人ぼっち時間 / しいなりんご（2009年6月・7月放送）
- 4.グランパツイスト / 笹野高史&宮武祭（2010年12月・2011年1月放送）
- 5.fight / YUI（2012年8月・9月放送）◆
- 6.きみはミラクル! / ゴダイゴ（2015年10月・11月放送）